# Olaus Johannis Becchius
Olaus Johannis Becchius, född 1615 i Roslagsbro, död 1690, var en svensk musiker.
Becchius var director musices vid Uppsala universitet 1638–1644.

## Fotnoter
1. 1 2  Libris, Kungliga biblioteket, SELIBR-ID: 237855, läst: 9 oktober 2017.[källa från Wikidata]